# Clistopyga nigrifrons
Clistopyga nigrifrons là một loài tò vò trong họ Ichneumonidae.